# スカンデルベグ広場
スカンデルベグ広場（スカンデルベグひろば、Sheshi Skënderbej）とは、アルバニア共和国ティラナにある中央広場である。
1968年に民族的英雄であるスカンデルベグの名を取って命名された。また、広場の中央にはスカンデルベグ像が建っている。

## 歴史
アルバニア社会主義人民共和国の時代には、この広場には多くのビルが建っていたが、突如として爆破された。その後、中央に噴水が建設された。そして、広場には現在、スカンデルベグ像が位置する所にヨシフ・スターリン像が建設され、ティラナ国立歴史博物館とアルバニア銀行の間の空間にエンヴェル・ホッジャの像が建てられた。その後、1991年に共産主義が崩壊すると、この像はデモによって取り壊された。

### 2010年の再建

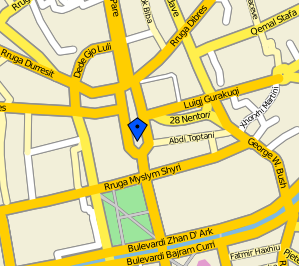
スカンデルベグ広場

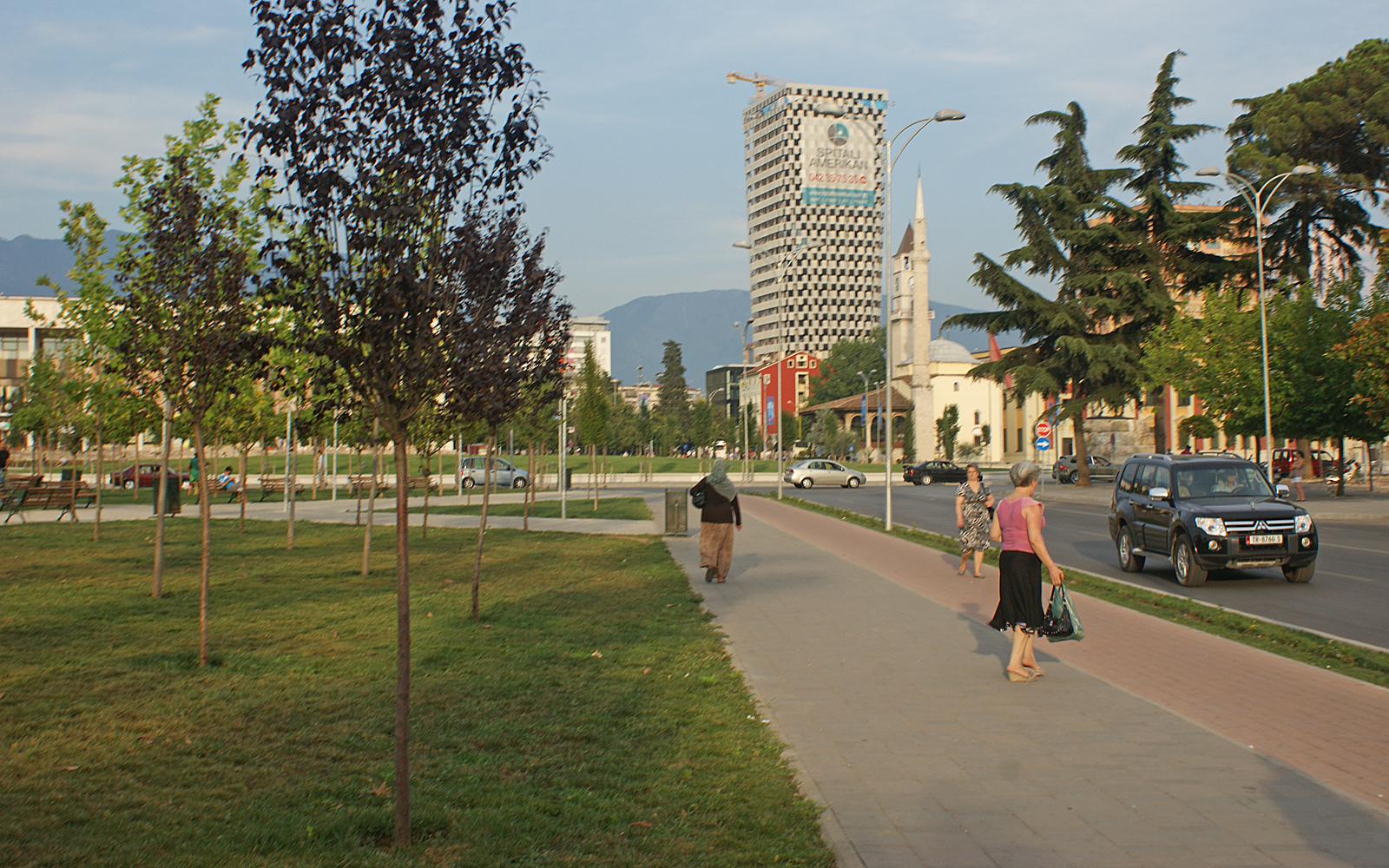
2012年の写真

前ティラナ市長のエディ・ラマはこの広場の近代化及び欧米化の計画を発表した。2010年3月、この広場を歩行者及び公共交通機関のみが立ち入れる領域に制限した。雨水を利用した新しい噴水や2.5mの高さを有する四角錐、2.5%の勾配を有するスロープ等が設置された。工事時の迂回路は次第に置き換わる様になされ、次第に広場を囲む円形道路を形を呈していった。また、この工事の資金はクウェートによって供出された。

### 新計画
2011年11月、新市長であるルルジム・バシャによって前の計画が放棄され、新しい計画が立てられた。広場には自動車が通れる道を設置し、広場の中央には自転車道を含む細い道路を設置した。スカンデルベグ像の南にある緑地帯は北方へ数百メートル程延長され、多くの木が植えられた。

## 周辺
広場周辺はかつてバザールが展開していたが、現在では下記のような建物に置き換わっている。
- ティラナ国際ホテル
- ティラナ文化博物館
- ティラナ国立歴史博物館